# Didemnum vanderhorsti
Didemnum vanderhorsti är en sjöpungsart som beskrevs av Van Name 1924. Didemnum vanderhorsti ingår i släktet Didemnum och familjen Didemnidae. Inga underarter finns listade i Catalogue of Life.